# Pristoceuthophilus pedanus
Pristoceuthophilus pedanus är en insektsart som beskrevs av Strohecker 1945. Pristoceuthophilus pedanus ingår i släktet Pristoceuthophilus och familjen grottvårtbitare. Inga underarter finns listade i Catalogue of Life.